# Isochariesthes eurychroma
Isochariesthes eurychroma là một loài bọ cánh cứng trong họ Cerambycidae.